# Lina Rafn

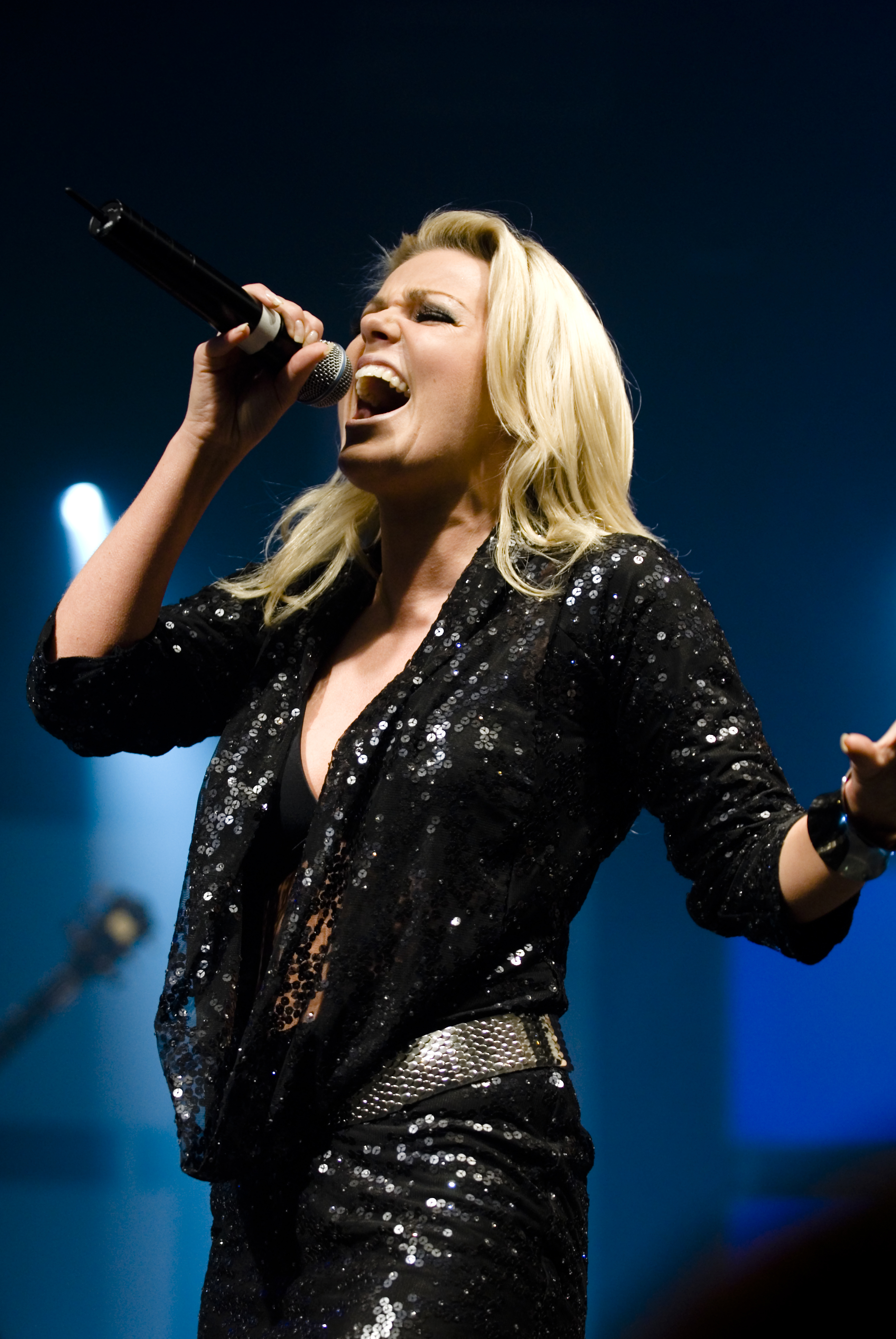
Lina Rafn

Lina Rafn właściwie Lina Rafn Sørensen (ur. 12 sierpnia 1976 w Kopenhadze) – duńska piosenkarka, autorka tekstów, producentka oraz główna wokalistka zespołu Infernal.
Lina Rafn była profesjonalną tancerką od bardzo dawna, ale jej debiut jako piosenkarki nastąpił po tym, jak założyła w 1997 roku wraz z Pawem Lagermannem i Søren Haarh zespół Infernal. Pierwszy singel "Sorti de l'Enfer" był instrumentalną piosenką dance.
Zasiadała w jury dwóch serii duńskiej edycji programu The X Factor.